# Алабама в Гражданской войне
Штат Алабама одним из первых вышел из состава Соединённых Штатов, вступил в Конфедерацию и сражался на её стороне в годы гражданской войны. Алабама была важным источником живой силы (солдат и офицеров), военных материалов, продовольствия и, на первых порах, хлопка — пока федеральный флот не блокировал порт Мобил. Алабамцы участвовали во многих сражениях той войны; только под Геттисбергом погибло 1750 алабамцев. Всего штат снарядил около 60-ти пехотных полков.

## Вступление в войну
Алабама вышла из состава Союза 11 января 1861 года, и стала таким образом четвертым отделившимся штатом. 4 февраля в алабамском городе Монтгомери собрался Временный Конгресс Конфедеративных штатов Америки, который объявил об образовании Конфедерации Южных Штатов. Монтгомери стал первой столицей Конфедерации. Представителями от Алабамы на Конгрессе стали: Ричард Уолкер, Роберт Харди Смит, Колин Джон Макри, Уильям Чилтон, Стефан Хэйл, Дэвид Льюис, Томас Ферн, Джон Джилл Шортер, Дж. Л. Карри. 11 марта в Монтгомери была принята Конституция Конфедеративных Штатов Америки. В июне 1861 года столица была перенесена в Ричмонд.

## Потери
Солдаты из Алабамы сражались в сотнях сражений. Под Геттисбергом погибло примерно 1750 алабамцев, и еще множество было ранено и попало в плен. Знаменитая «алабамская бригада» потеряла 781 человека. Губернатор Льюис Парсонс провел приблизительные подсчеты потерь штата, и по его подсчетам войну прошло 122 000 алабамцев, из которых погибло 35 000 человек, а еще 30 000 было ранено. Ввиду падения цен на хлопок сократились доходы фермеров: со 176 миллионов долларов до 64 миллионов долларов. Общая численность населения штата в целом не изменилось.